# Beorn
Beorn is een personage in de wereld van J.R.R. Tolkien. Hij komt voor in De Hobbit, en komt van de Noordelijke Landen.
De hobbit Bilbo ontmoet hem, samen met de dertien Dwergen en Gandalf de Tovenaar. In Bilbo's latere verhalen beschrijft hij Beorn als een beerachtige man. Hij hoort namelijk bij het Ras der Huidverwisselaars. Beorn kon in een beer veranderen als hij heel kwaad was. Net als ieder van zijn volk haatte Beorn Orks. Beorn, zo wordt gezegd, had een groot aandeel in de uiteindelijke overwinning in de Slag van Vijf Legers. In het donkerste uur van de slag verscheen Beorn en bracht de Coalitie van Elfen uit het Demsterwold, Mensen van Dal en Dwergen van de IJzerheuvels de definitieve overwinning op de Orks en Wargs van de Nevelbergen. Hierbij doodde hij Bolg, leider van de Orks.
Zijn nakomelingen werden ten tijde van de Oorlog om de Ring Beornings genoemd.
Na zijn dood werd hij opgevolgd door zijn zoon Grimbeorn "De Oude" die over de Beornings heerste gedurende de Oorlog om de Ring.